# Musée Alvar Aalto
Le musée Alvar Aalto est un musée présentant l'œuvre d'Alvar Aalto et fonctionnant à Jyväskylä et Helsinki en Finlande.

## Accueil du public
Le Musée Alvar Aalto accueille le public dans les quatre bâtiments suivants:
| Bâtiment                           | Lieu                  | Image | Réf.  |
| ---------------------------------- | --------------------- | ----- | ----- |
| Musée Alvar Aalto                  | Jyväskylä             |       | [ 1 ] |
| Maison expérimentale de Muuratsalo | Muurame, Jyväskylä    |       | [ 2 ] |
| Maison d'Alvar Aalto               | Munkkiniemi, Helsinki |       | [ 3 ] |
| Atelier d'Alvar Aalto              | Munkkiniemi, Helsinki |       | [ 4 ] |